# Cletocamptus cecsurirensis
Cletocamptus cecsurirensis is een eenoogkreeftjessoort uit de familie van de Canthocamptidae. De wetenschappelijke naam van de soort is voor het eerst geldig gepubliceerd in 2007 door Gomez, Scheihing & Labarca.